# Šen Kua
Šen Kua (čínsky pchin-jinem Shěn Guā, znaky 沈括; 1031, Chang-čou – 1095, Čen-ťiang), zdvořilostní jméno Cchun-čung (čínsky pchin-jinem Cúnzhōng, znaky 存中), byl všestranný čínský vědec a státník sungského období.

## Bádání
Věnoval se velkému množství oborů, byl matematik, astronom, meteorolog, geolog, zoolog, botanik, farmakolog, agronom, archeolog, etnograf, kartograf, encyclopedista, generál, diplomat, hydraulický inženýr, vynálezce, básník i hudebník.
Během úřední kariéry prošel řadou funkcí v regionech i ústřední vládě, včetně vládního inspektora, vedoucího astronomického úřadu, kancléře akademie Chan-lin, ředitele finančního vládního výboru. Politicky patřil k frakci reformistů, které vedl Wang An-š’. Filozoficky vycházel z taoismu a konfucianismu.
V práci Meng-si pi-tchan (夢溪筆談, Eseje víru snů) z roku 1088 popsal jako první na světě princip magnetické jehly kompasu a naznačil, že by mohla být využita pro navigaci (v Evropě popsána až v roce 1187 Alexanderem Neckamem). Při promýšlení kompasu definoval též rozdíl mezi magnetickým a skutečným severním pólem (zhruba 400 let před evropskou vědou). V astronomii plánoval s kolegou Wej Pchuem rozsáhlé pětileté měření dráhy Měsíce a planet, v tom mu však zabránily intriky politických protivníků u dvora. Zdokonalil nicméně astroláb, gnómon (potažmo sluneční hodiny), dalekohled či nový druh vodních hodin. Přišel s revolučními teoriemi geomorfologickými či klimatologickými (jako první spekuloval o postupné změně klimatu na základě studia zkamenělých bambusů). Jako první Číňan popsal princip camery obscury, aniž by znal práce Alhazenovy. Písemně zaznamenal objev knihtisku Číňanem Pi Šengem, takže historikové mohli díky jeho záznamu později potvrdit, že Číňané tiskli z pohyblivých liter několik století před Gutenbergem. Věnoval se též v kartografii, při inspekci hranic vytvořil plastickou mapu Číny. Pravděpodobně popsal i navigační nástroj známý jako Jákobova hůl (na Západě popsaný roku 1321 židovským matematikem Levi ben Geršomem).
Velká část jeho prací se nedochovala, o jeho vědeckém přínosu lze tedy jen spekulovat. Na jeho průkopnictví, které často předběhlo západní vědu, upozornil ve 20. století především sinolog Joseph Needham. Šen Kuo se věnoval ovšem i tématům jako je věštění či popisům záhadných létajících objektů, díky čemuž se stal zajímavým pro moderní ufology.